# Marathon van Eindhoven 1992
De marathon van Eindhoven 1992 werd gelopen op zondag 11 oktober 1992. Het was de negende editie van deze marathon.
De wedstrijd bij de mannen werd beslist in het voordeel van de 29-jarige Engelse bierbrouwer Andy Green, die zegevierde in 2:15.09. Lange tijd liep Marti ten Kate aan de leiding van de wedstrijd, maar de Nederlander werd in de slotkilometers achterhaald en finishte op een halve minuut van Green.
De Roemeense Adriana Barbu won bij de vrouwen in 2:37.19.

## Uitslagen

### Mannen
| rang   | naam                    | land | tijd    |
| ------ | ----------------------- | ---- | ------- |
| Goud   | Andy Green              | ENG  | 2:15.09 |
| Zilver | Marti ten Kate          | NED  | 2:15.39 |
| Brons  | Sebio Sikanyka          | ZAM  | 2:15.42 |
| 4      | Cor Saelmans            | BEL  | 2:15.44 |
| 5      | Pawel Terasiuk          | POL  | 2:16.12 |
| 6      | Wilfred Kiplagat Samoei | KEN  | 2:16.18 |
| 7      | Leonid Tikhonov         | GOS  | 2:16.25 |
| 8      | Jan van Rijthoven       | NED  | 2:16.35 |
| 9      | Aleksandr Beljaev       | GOS  | 2:17.25 |
| 10     | Francis Mukaka          | ZAM  | 2:17.47 |
| 11     | Miroslaw Bugaj          | POL  | 2:18.37 |
| 12     | Jan Korevaar            | NED  | 2:18.53 |

### Vrouwen
| rang   | naam             | land | tijd    |
| ------ | ---------------- | ---- | ------- |
| Goud   | Adriana Barbu    | ROU  | 2:37.19 |
| Zilver | Roza Vladimirova | GOS  | 2:44.09 |
| Brons  | Pottel           | BEL  | 2:52.00 |

1959 ·
1960 ·
1982 ·
1984 ·
1986 ·
1988 ·
1990 ·
1991 ·
1992 ·
1993 ·
1994 ·
1995 ·
1996 ·
1997 ·
1998 ·
1999 ·
2000 ·
2001 ·
2002 ·
2003 ·
2004 ·
2005 ·
2006 ·
2007 ·
2008 ·
2009 ·
2010 ·
2011 ·
2012 ·
2013 ·
2014 ·
2015 ·
2016 ·
2017 ·
2018 ·
2019 ·
2020 ·
2021 ·
2022 ·
2023 ·
2024 ·
2025